# Szent Norbert
Magdeburgi vagy Premontrei Szent Norbert (Gennep vagy Xanten, 1080/1085 – Magdeburg, 1134. június 6.) római katolikus pap, 1126–1134 között Magdeburg érseke, a premontrei rend alapítója.

## Élete
Főnemesi családból származott, mint nem elsőszülöttet szülei papi pályára szánták, a világi karrier számára így nem adatott meg. Norbert szubdiakónus lett a kölni érsek szolgálatában. V. Henrik tanácsadójaként Rómába ment, ahol fogságba ejtette II. Paszkál pápát, hogy így kényszerítse ki Henrik császárrá koronázását. Valószínűleg itt keresendő eszmevilágának későbbi megváltozása. A császár által - hűségének jutalmául - felajánlott cambrai-i püspöki címet azonban visszautasította.
A tulajdonképpeni megtérése 1115 körül történt, amikor közvetlenül mellette csapott be egy villám. Ezt követően lemondott az érseknél és a császárnál viselt pozícióiról, valamint az azokkal járó javadalmazásról. Vagyonát a szegényekre hagyta, majd pappá szenteltette magát, és vándorprédikátor lett. Németországban, Franciaországban és Belgiumban prédikált Isten szeretetéről, a megbocsátásról és a végítéletről. A laoni püspök kész lett volna befogadni a reformer Norbertet, de az ottani klérus őt túl szigorúnak ítélte, és elküldte. Erre a püspök több helyet ajánlott fel neki, hogy ott saját kolostort alapíthasson. Végül Norbert egyik álmában Szűz Mária mutatta meg neki azt a mezőt, ahol egy romos kápolna állt. Innen, a „pratum demonstratum”-ból származik a Norbert által alapított prémontré-i rend elnevezése.  1120/1121-ben 13 társával azon a helyen alapított kolostort. Az általa alapított szerzetesrend később a római katolikus egyház legnagyobb kanonokrendjévé vált.
A speyeri birodalmi gyűlés 1126-ban Norbertet a Magdeburgi főegyházmegye érsekévé nevezte ki. Ekkor a prémontréi közösség új vezetőjévé és első apátjává, Norbert javaslatára, Fosses-i Hugót választották. Norbert Magdeburgban is a Laonban már megtapasztalthoz hasonló ellenállással találkozott. Lelkiismeretességét és azzal párosuló szigorát túlzottnak vélték, és szembeszegültek vele, csak nagy nehézségek árán tudott leverni egy zendülést. De kitartásának köszönhetően végül eljött a belső megújulás ideje is egyházmegyéjében. 1129-ben a Miasszonyunkról nevezett apátsági templomot premontrei kolostorrá alakította át. Ez a kolostor lett a rend keletre irányuló törekvéseinek kiindulópontja, amely a vendek és a szlávok megtérítésére irányult, ami egyben a német betelepülést is előkészítette az Elbától és az Oderától keletre fekvő területeken.
Norbert a Német-római Birodalom főkancellári minőségében ment Lothár császárral Rómába 1132/1133-ban. Útközben azonban maláriában megbetegedett, és betegen tért haza Magdeburgba, ahol már nem gyógyult fel. Életét 1134. június 6-án fejezte be egy hatalmas keleti egyházmegye érsekeként. 1582. július 28-án XIII. Gergely pápa szentté avatta. Mikor Magdeburg később áttért a protestáns hitre, Norbert ereklyéi a prágai strahovi apátságba kerültek, ahol 1626 óta őrzik őket. A premontrei apátság saját sörfőzdés vendéglője is a rendalapító Szent Norbert nevét viseli.